# Хейердал, Ханс
Ханс Хейердал (норв. Hans Heyerdahl; 8 июля 1857[…], Смедьебаккен, Коппарберг — 10 октября 1913[…], Кристиания) — норвежский художник.

## Биография
Ханс Хейердал родился в шведском лене Коппарберг (ныне называющемся Даларна). В 1873 году он поступает в художественную школу в Осло. С 1874 года Хейердал учится в Мюнхенской академии художеств у Людвига фон Лёффца и Вильгельма фон Линденшмидта Младшего. Был лауреатом многих академических премий. Хейердал принимал участие в парижской Всемирной выставке 1878 года, где за картину «Изгнание Адама и Евы из рая» был удостоен золотой медали. В 1878—1882 годах художник живёт и работает в Париже, где был учеником Леона Бонна и занимался пленэром.
В 1882 году французское правительство покупает полотно Хейердала «Умирающий ребёнок». Эта картина также была удостоена Большой Флорентийской премии, что позволило художнику провести 1882—1884 годы в Италии, где он познакомился с Арнольдом Бёклином. Возвратившись в Норвегию, в Осло и в Осгордстранде художник поддерживает близкие отношения с Кристианом Крогом и молодым Эдвардом Мунком.
Ханс Хейердал является крупным представителем норвежского реалистического искусства. В начале XX века он также увлекается таким политическим движением, как пангерманизм.

## Галерея

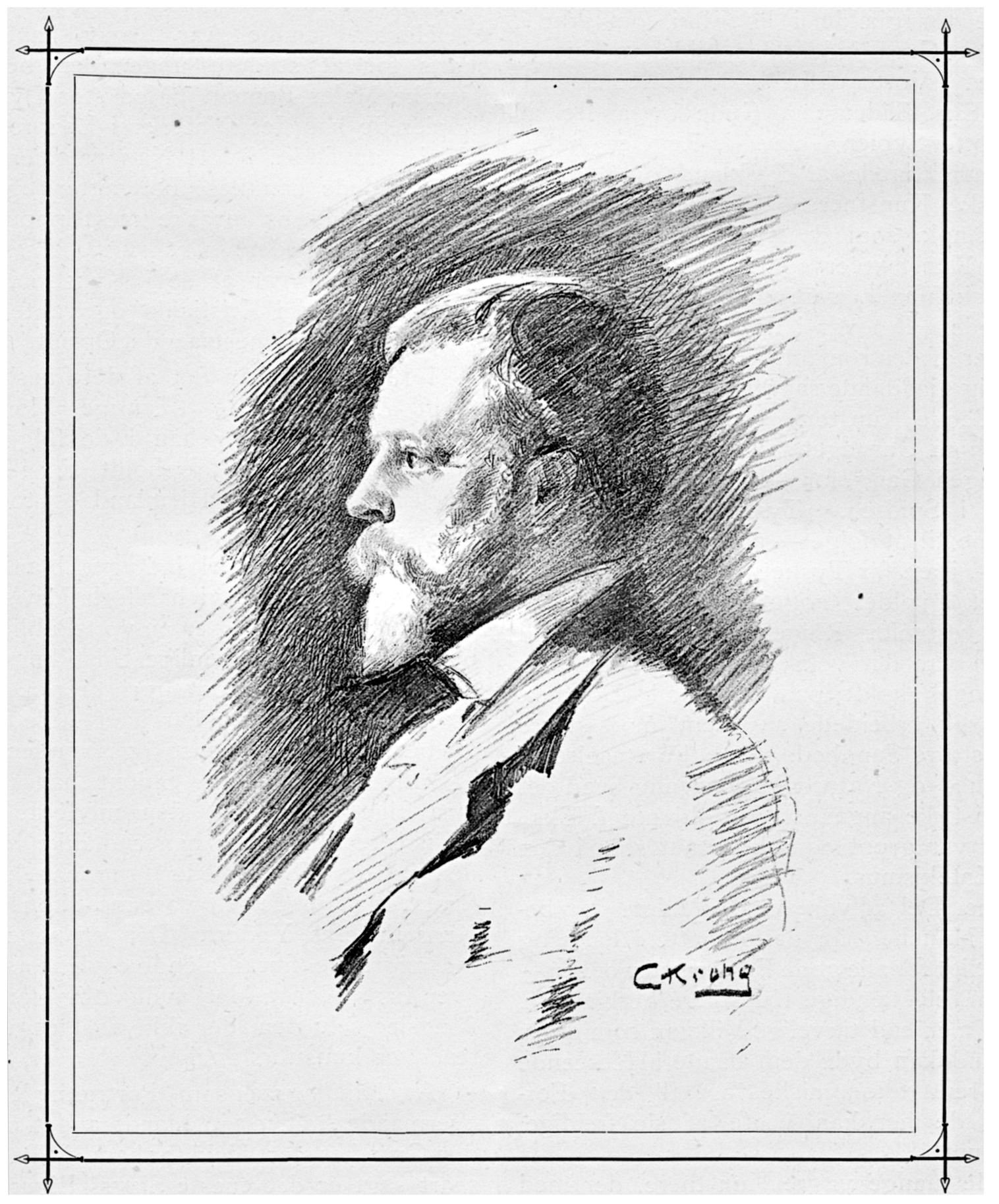
Кристиан Крог. Портрет Ханса Хейердала (1891)
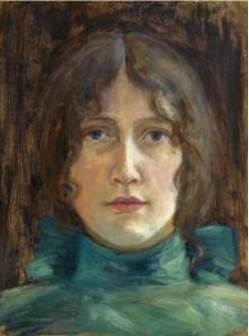
Портрет художницы Тупси Клемент
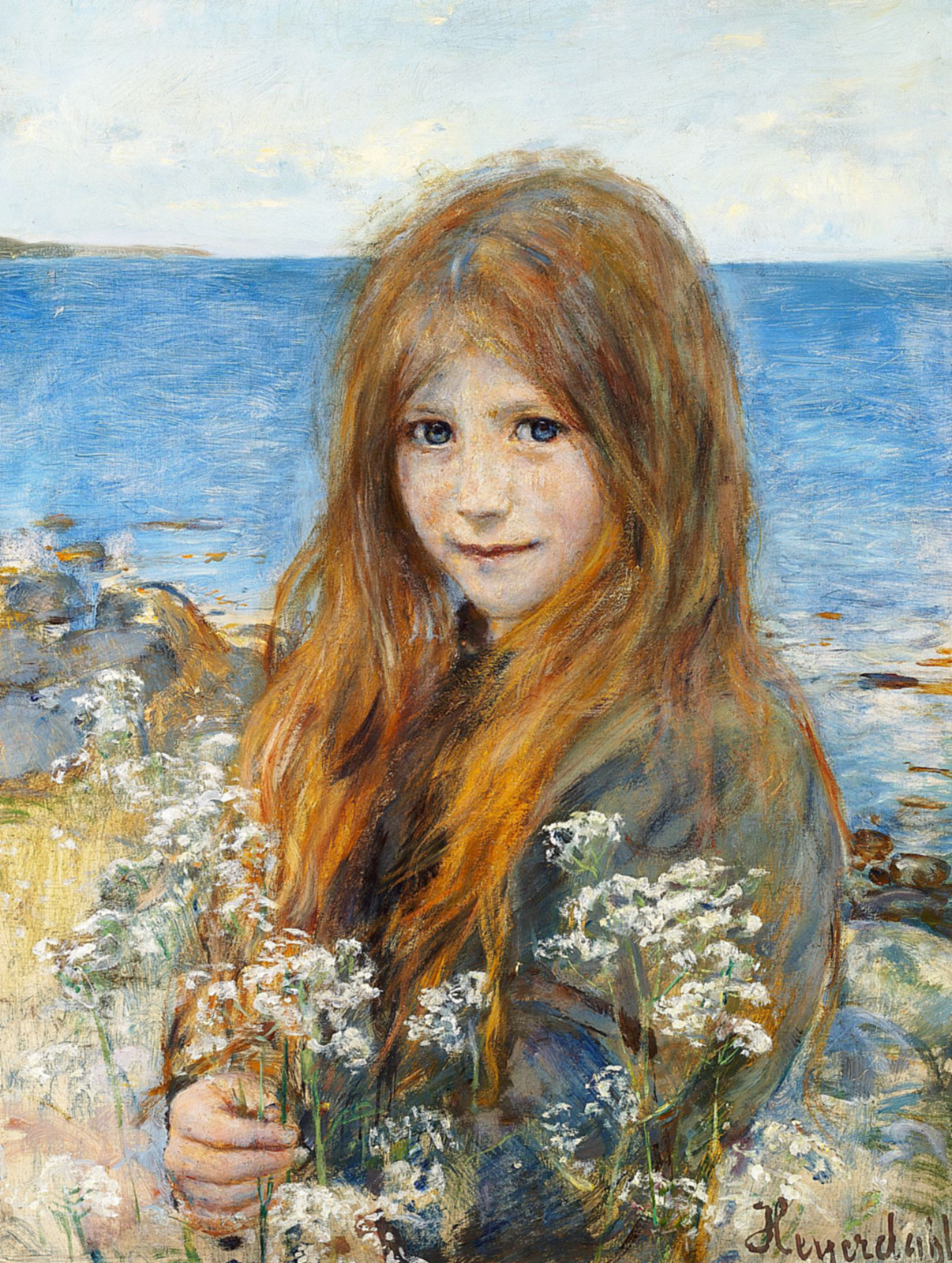
Маленькая девочка на пляже